# Иль и Вилен
Иль и Вилен (фр. Ille-et-Vilaine, брет. Il-ha-Gwilen) — департамент на западе Франции, один из департаментов региона Бретань. Порядковый номер — 35. Административный центр — Ренн. Население — 1 069 288 человек (23-е место среди департаментов, данные 2018 г.).

## География
Департамент Иль и Вилен является частью региона Бретань и граничит с департаментами Манш на северо-востоке, Майенн на восток, Мен и Луара на юго-восток, Атлантическая Луара на юге, Морбиан на северо-западе и Кот-д’Армор на западе и северо-западе. Также на севере выходит на побережье Ла-Манша.
Департамент назван в честь двух его главных рек, Иль и Вилен, которые сливаются в Ренне, столице департамента и региона. Другие важные реки: Ранс, являющаяся границей департамента на северо-западе и текущая на север, создавая глубокий фьорд на побережье Ла-Манша между городами Динар и Сен-Мало и Куэнон, являющаяся восточной границей департамента и впадающая в Ла-Манш в бухте Мон-Сен-Мишель.
Департамент умеренно возвышается над уровнем моря, имеет преимущественно холмистую территорию; в центральной части имеется плотная сеть многих притоков к Иля и Вилена. Регион является богатой сельскохозяйственной территорией. На крайнем юге департамента происходит небольшое снижение высоты в районе города Редон; в этой области, Вилен известен своими частыми наводнениями, часто из-за слишком интенсивного осушения сельскохозяйственных площадей вокруг Ренна. Во избежание затопления  прилегающих населенных пунктах были проведены работы по регулированию уровня реки, включая создание небольших искусственных озер с каналами деривации, пересадку деревьев, управление лесопосадками и регулирование искусственных стоков, предназначенных для сельского хозяйства.
Площадь территории — 6775 км². Департамент включает 4 округа (Редон, Ренн, Сен-Мало и Фужер-Витре), 27 кантонов и 333 коммуны.

## История
Иль и Вилен — один из первых 83 департаментов, образованных во время Великой французской революции в марте 1790 г. Возник на территории бывшей провинции Бретань.

## Население
Департамент характеризуется достаточно высоким уровнем урбанизации населения. Около трети проживает в агломерации Ренна, также значительными центрами являются Сен-Мало, Фужер, Динар, Редон и Витре. Помимо французского, небольшая часть населения, преимущественно в восточной части департамента, используют язык галло; на нем, в частности, ведется преподавание в Университетах Ренна.

## Экономика
Промышленные предприятия департамента сконцентрированы в крупнейших городских агломерациях. Главным промышленным центром является Ренн со своими пригородами. Развито сельское хозяйство, важной отраслью экономики является туризм.

## Туризм
Департамент Иль и Вилен богат историческими или религиозными памятниками, выдающимися средневековыми городами, музеями и природным наследием.
Наиболее популярными являются Большой Аквариум Сен-Мало (около 330 тыс. человек в год), часовня Святого Ива в Ренне (около 300 тыс. человек в год), замок и зоопарк в коммуне Плегенек (около 140 тыс. человек в год), замок Фужера (около 80 тыс. человек в год), музей Изящных искусств Ренна.
- Исторический центр Ренна
- Замок Витре
- Пляж в Динаре
- Замок Фужера

## Политика
Результаты голосования жителей департамента на Президентских выборах 2022 г.:
1-й тур: Эмманюэль Макрон ("Вперёд, Республика!") — 34,50 %; Жан-Люк Меланшон («Непокорённая Франция») — 22,20 %; Марин Ле Пен (Национальное объединение) — 17,06 %; Янник Жадо ("Европа Экология Зелёные") — 7,14 %; Прочие кандидаты — менее 5 %.
2-й тур: Эмманюэль Макрон — 70,94 % (в целом по стране — 58,55 %); Марин Ле Пен — 29,06 % (в целом по стране — 41,45 %).
- Президентские выборы 2022. Результаты 1 тура (по кантонам)
- Президентские выборы 2022. Результаты 2 тура (по кантонам)
- Президентские выборы 2022. Результаты 2 тура (по округам)

(2017 год — 1-й тур: Эмманюэль Макрон («Вперёд!») — 30,26 %; Жан-Люк Меланшон («Непокорённая Франция») — 19,70 %; Франсуа Фийон («Республиканцы») — 19,03 %; Марин Ле Пен (Национальный фронт) — 14,12 %; Бенуа Амон (Социалистическая партия) — 8,91 %. Прочие кандидаты — менее 5 %. 2-й тур: Эмманюэль Макрон — 77,67 % (в целом по стране — 66,10 %); Марин Ле Пен — 22,33 % (в целом по стране — 33,90 %)).
(2012 год — 1-й тур: Франсуа Олланд (Социалистическая партия) — 31,77 %; Николя Саркози (Союз за народное движение) — 26,02 %;   Марин Ле Пен (Национальный фронт) — 12,39 %; Франсуа Байру (Демократическое движение) — 12,35 %; Жан-Люк Меланшон (Левый фронт) — 10,35 %. Прочие кандидаты — менее 5 %. 2-й тур: Франсуа Олланд — 55,71 % (в целом по стране — 51,62 %); Николя Саркози — 44,29 % (в целом по стране — 48,38 %)).
(2007 год — 1-й тур: Сеголен Руаяль (Социалистическая партия) — 28,22 %; Николя Саркози (Союз за народное движение) — 28,13 %;  Франсуа Байру (Союз за французскую демократию) — 23,81 %; Жан-Мари Ле Пен (Национальный фронт) — 6,23 %. 2-й тур: Сеголен Руаяль — 52,39 % (в целом по стране — 46,94) %; Николя Саркози — 47,61 % (в целом по стране — 53,06 %)).
В результате выборов в Национальное собрание в 2022 г. 8 мандатов от департамента Иль и Вилен распределились следующим образом: «Вперед, Республика!» — 2, «Непокорённая Франция» — 2, Социалистическая партия — 2, «Республиканцы» — 1, «Горизонты» — 1. (2017 год — 8 мандатов: «Вперед, Республика!» — 4, «Демократическое движение» — 1, «Республиканцы» — 1, «Союз демократов и независимых» — 1, СП — 1. (2012 год — 8 мандатов: СП — 5, СНД — 1, СДН — 1. 2007 год — 7 мандатов: СП — 4, СНД — 2,  Новый центр — 1).
На региональных выборах 2021 года во 2-м туре победил «левый блок» во главе с действующим президентом Регионального совета Бретани Лоиком Шене-Жираром, получивший 28,05 % голосов,  второе место заняли «зелёные» во главе с Клер Демаре-Пуарье с 23,56 % голосов, третьим был «правый блок» во главе с Изабель ле Калленнек — 23,52 %, четвертым «центристы» во главе с Тьерри Бюрло ― 13,47 %, пятым Национальное объединение во главе с Жилем Пеннелем — 11,40 %. (2015 год: «левый блок» ― 52,20 %, «правый блок» — 29,13 %, Национальный фронт — 18,67 %).

## Совет департамента
После выборов 2021 года большинством в Совете департамента обладают левые партии. Президент Совета департамента — Жан-Люк Шеню (Jean-Luc Chenut) (Социалистическая партия).
Состав Совета департамента (2021—2028):
|                         | Партия                          | Кол-во мест             | +/- (к 2011 г.)         |
| Большинство: (32 места) | Большинство: (32 места)         | Большинство: (32 места) | Большинство: (32 места) |
| ----------------------- | ------------------------------- | ----------------------- | ----------------------- |
|                         | Социалистическая партия         | 12                      | -11                     |
|                         | Европа Экология Зелёные         | 9                       | +9                      |
|                         | Разные левые                    | 7                       | +2                      |
|                         | Радикальная левая партия        | 1                       | -2                      |
|                         | Коммунистическая партия         | 1                       | +1                      |
|                         | Демократический бретонский союз | 1                       | +1                      |
|                         | Радикальное движение            | 1                       | +1                      |
| Оппозиция (22 места):   |                                 |                         |                         |
|                         | Разные правые                   | 14                      | +6                      |
|                         | Республиканцы                   | 3                       | -5                      |
|                         | Союз демократов и независимых   | 2                       | -3                      |
|                         | Демократическое движение        | 1                       | 0                       |
|                         | Действовать (Agir)              | 1                       | +1                      |
|                         | Вперёд, Республика!             | 1                       | +1                      |